# Jules Triger
Jules Triger (* 11. März 1801 in Mamers; † 16. Dezember 1867) war ein französischer Bergbauingenieur, Paläontologe und Geologe.

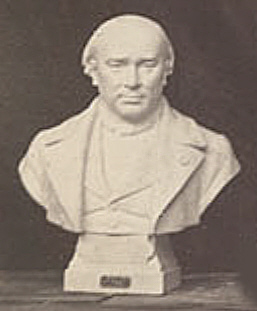
Büste von Triger

Manchmal wird er auch als Jacques Triger zitiert, der Vorname Jules findet sich im Nachruf von Caillaux (siehe Literatur).

## Leben
Triger erfand die Druckkammern für das Bauen im Grundwasser oder unter Wasser, in denen ein  atmosphärischer Überdruck dem Eindringen des Wassers entgegenwirkt. Ursprünglich entwickelte er das Verfahren, um Kohle abzubauen (in den Bergwerken von Chalonnes-sur-Loire 1838),  und nannte das Verfahren Prozedur Triger. Verbesserungen wurden dank der Dampfstrahlpumpe von Henri Giffard möglich. Das Verfahren wurde bald im Brückenbau für den Bau der Pfeiler-Fundamente in Senkkästen angewendet, zum Beispiel bei der Brooklyn Bridge und in Frankreich von Gustave Eiffel 1858 bei einer Brücke in Bordeaux (Passerelle Eiffel) über die Garonne. 1887 verwendete es Eiffel für die Gründung von zwei seiner vier Pfeiler des Eiffelturms.
Er ging in Mamers und La Flèche zur Schule und besuchte in Paris Vorlesungen über Geologie von Pierre Louis Antoine Cordier, Professor am Naturhistorischen Museum in Paris. Nach Glossop ist er nirgendwo als Student nachweisbar, weder an der École polytechnique, der École des Mines, der Sorbonne noch der École des Ponts et Chaussées, wo er aber als freier Hörer Kurse besucht haben kann (damals die einzigen Vorlesungen über Bauingenieurwesen in Frankreich).
Dank seiner Erfindung war er im Alter von 32 Jahren finanziell unabhängig und konnte sich der geologisch-paläontologischen Forschung widmen.
Ab 1833 begann er sich als Geologe mit Stratigraphie zu beschäftigen, neben seiner Arbeit als Ingenieur. 1834 vollendete er eine geologische Karte des Kanton Le Mans im Maßstab 1:40.000 und bis 1853 vollendete er geologische Karten im gleichen Maßstab für die restlichen der 30 Kantone des Departement Sarthe. Als Paläontologe schrieb er mit Cotteau ein zweibändiges Werk über die Echinoiden des Departements Sarthe und trug zur Paleontologie Francaise bei. Seine eigene geologisch-paläontologische Sammlung (er sammelte auch in Italien, Belgien, England) ist im Naturkundemuseum von Angers (mit Funden der eiszeitlichen Fundstelle Roc-en-Paille bei Chalonnes-sur-Loire). Herbert und Etudes-Delongchamps nannten 1860 einen Ammoniten nach ihm (Amonites trigeri).
Jules Triger starb überraschend während einer Tagung der Société géologique de France.
Er ist einer der 72 Namen auf dem Eiffelturm. Er war Offizier der Ehrenlegion und erhielt 1853 den großen Mechanikpreis des Institut de France.